# Canon EOS 50

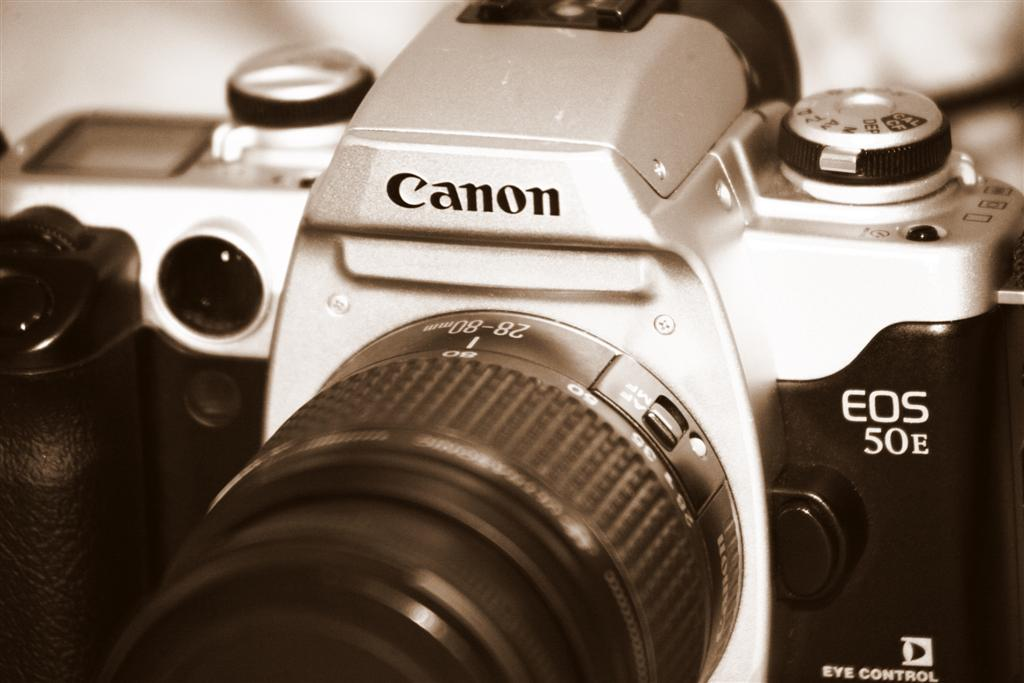
Canon EOS 50E z obiektywem

Canon EOS 50 – aparat fotograficzny (lustrzanka 35 mm) firmy Canon, wypuszczony na rynek we wrześniu 1995 roku. Kompatybilny z obiektywami Canon EF. W Japonii nazywał się Canon EOS 55, a w Stanach Zjednoczonych – Canon EOS Elan II. Produkcji zaprzestano na jesieni roku 2000 wprowadzając następcę EOS 50, Canon EOS 30. EOS Elan II produkowany na rynek japoński miał możliwość robienia zdjęć panoramicznych w formacie 13x36mm.

## Specyfikacja
- Migawka

szczelinowa, o przebiegu pionowym, kontrolowana elektronicznie
- Wskaźniki w wizjerze

podświetlane aktywne punkty autofokusa, (w modelu EOS 50E sterowanego okiem) oraz wyświetlacz LCD: migawka, przesłona, głębia ostrości, zapamiętywanie parametrów flesza, wskaźnik nastawienia ostrości okiem (EOS 50E), kalibracja, zapamiętywanie ekspozycji, kompensacja ekspozycji, nastawienie ręczne, parametry AEB, redukcja efektu " czerwonych źrenic", kompensacja ekspozycji flesza, naładowanie flesza, synchronizacja flesza z krótkim czasem otwarcia migawki
- Pomiar światła

TTL, przez pełny otwór przesłony, 6 polowy ewaluacyjny, częściowy (9,5%, może być związany z aktywnym punktem AF), centralnie-ważony uśredniony
- Czułość filmu

ISO 25-5000 z kodu DX, 6-6400 ręcznie
- Zakres pomiaru ekspozycji

1-20 EV dla 100 ISO i obiektywu 1:1,4
- Korekcja ekspozycji

2 stopnie co 1/2 stopnia
- Tryby ekspozycji

"strefa zielona" – pełna automatyka, 4 programy tematyczne (krajobraz, makro, portret, sport), automatyka programowa, priorytet migawki, priorytet przysłony, ręczny, automatyka głębi ostrości
- Matówka

niewymienna, matowana laserem, zaznaczone punkty autofokusa i podglądu głębi ostrości sterowanej okiem (EOS 50E)
- Automatyka flesza

E-TTL (z lampami Canon Speedlite serii EX i kompatybilnymi zamiennikami) i TTL z pozostałymi lampami
- Synchronizacja flesza

standardowo 1/125 s oraz do 1/4000s z lampami serii EX
- Ekspozycja wielokrotna

do 9 naświetleń
- Autofokus

TTL-CT-SIR (Secondary Image Registration) z czujnikiem multi-BASIS, sensorem krzyżowym w środku i sensorami pionowymi po bokach.
One-Shot, predykcyjny AI-servo oraz automatyczny z detekcją ruchu AI-focus.
Wybór punktu ustawienia ostrości: automatyczny, ręczny, w modelu EOS 50E dodatkowo położeniem źrenicy.
- Ładowanie filmu

automatyczne, film przewija się do pierwszej klatki
- Transport filmu

pojedynczo lub 2,5 kl/s.
- Dodatkowe cechy

11 funkcji użytkownika, lampa pomocnicza autofocusa, wstępne podniesienie lustra (sprzężone z samowyzwalaczem), bracketing, podgląd głębi ostrości, cichy transport filmu, wmontowany flesz (liczba przewodnia 13 m), redukcja efektu "czerwonych źrenic", możliwość kalibracji źrenicy dla trzech użytkowników (tylko EOS 50E)
- Czas otwarcia migawki

30 s – 1/4000 s oraz B
- Zasilanie

1 x 2CR5
opcjonalnie BP-50 (battery pack – pojemnik na baterie wyposażony w chwyt i spust do zdjęć pionowych, umożliwiający zasilanie aparatu baterią 2CR5, czterema bateriami lub akumulatorami rozmiaru AA oraz podłączenie zewnętrznego pojemnika BP-5B na cztery baterie lub akumulatory rozmiaru D.
- Wyświetlacz

w wizjerze oraz LCD
- Samowyzwalacz

elektroniczny, opóźnienie 10 s lub 2 s ze wstępnym podniesieniem lustra
- Wymiary korpusu (mm)

152 x 104,5 x 71
- Masa korpusu

590 g (bez baterii)

## Akcesoria
- BP-50 – battery-pack i grip w jednym. Dodatkowy spust migawki przy zdjęciach pionowych. Możliwość zasilania aparatu z czterech baterii typu AA jak i baterii używanej w aparacie 2CR5.
- BP-5B – zewnętrzny battery-pack podłączany do aparatu kablem za pośrednictwem BP-50; umożliwia zasilanie czterema bateriami lub akumulatorami typu D (R-20)
- RC-1 – pilot na podczerwień o działaniu natychmiastowym lub z 2 s zwłoką.
- RS-60E3 – elektroniczny wężyk spustowy.
- RC-5 – pilot na podczerwień.
- Ed-E – muszla oczna.